# Heino (Paesi Bassi)

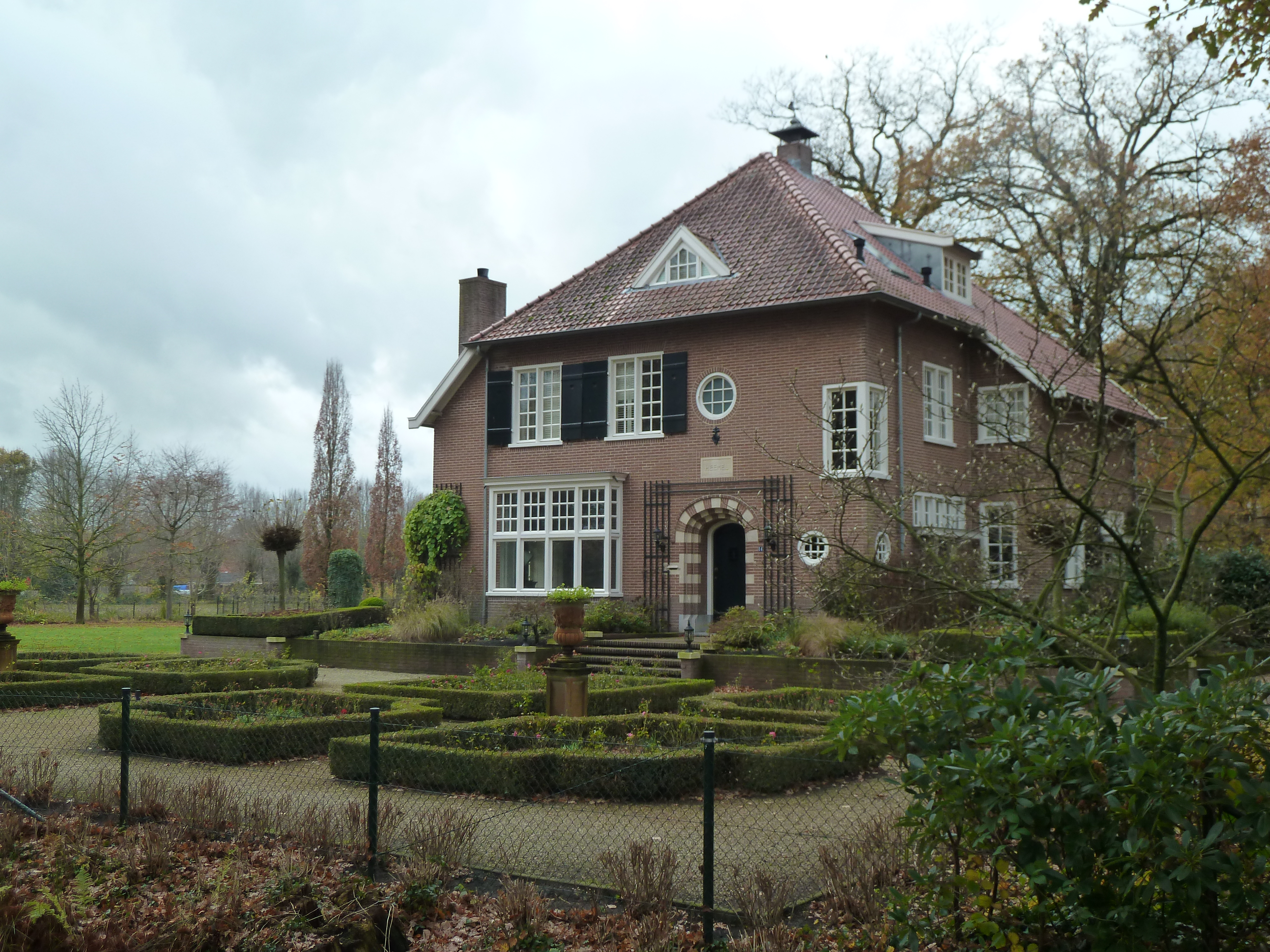
Heino: edificio lungo la Rozendaelseweg

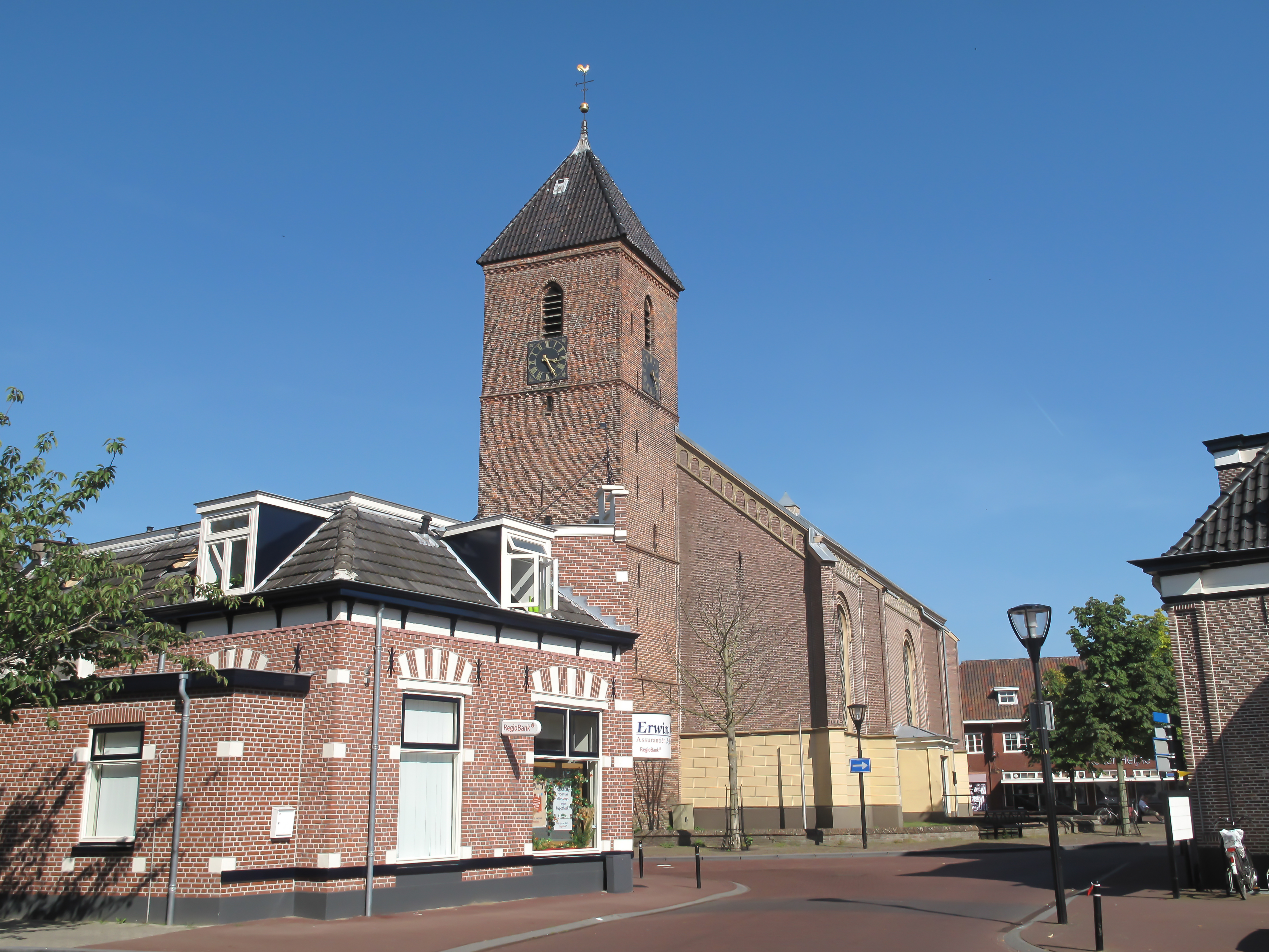
Heino: la chiesa di san Nicola

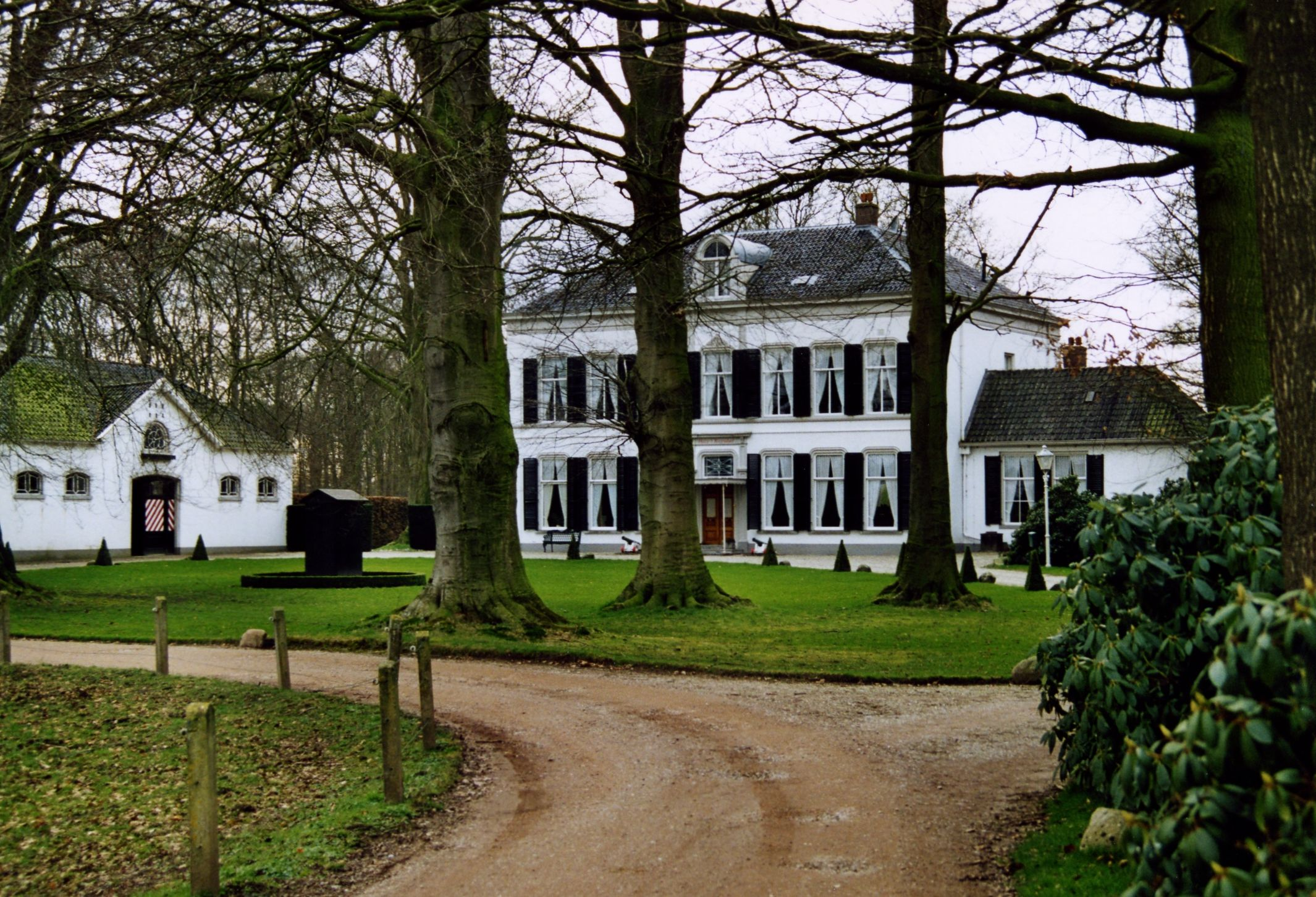
Heino: la residenza di Rozendael

Heino è un villaggio (dorp) di circa 7100-7200  abitanti dell'est dei Paesi Bassi, facente parte della provincia dell'Overijssel e situato nella regione del Salland.  Dal punto di vista amministrativo, si tratta di un ex-comune, dal 2001 accorpato alla  municipalità di Raalte.

## Geografia fisica
Heino si trova nella parte centro-occidentale della provincia dell'Overijssel, tra le località di Zwolle e Almelo (rispettivamente a sud/sud-est della prima e a nord-ovest della seconda), a pochi chilometri a nord di Raalte.
Il villaggio occupa un'area di 22,04 km², di cui 0,09 km² sono costituiti da acqua.

## Origini del nome
Il toponimo Heino, attestato in questa forma dal 1903 e anticamente come Hayne (1236), Heyna (1245), Heyne (1381), Heijn (1457), Heyno (1583) e Heinoo (1883), deriva forse dal termine germanico *hagi, che significa "bosco basso".

## Storia
Il villaggio venne menzionato per la prima volta come Van der Hayne in un documento redatto nel 1236 dal vescovo di Utrecht Ottone III e in cui si parlava dell'esistenza di una chiesa in loco.  Tuttavia, l'area era abitata quando il villaggio non esisteva ancora e tra l'VIII e il X secolo era popolata da persone dedite all'agricoltura.
Alla fine del XIV secolo venne realizzata una residenza in loco, De Brederhorst, inizialmente di proprietà probabilmente della famiglia Van Rechteren in seguito abitata da varie famiglie. Nel 1423, venne costruito a Heino il primo mulino a vento, in seguito demolito tra il 1759 e il 1780.

## Monumenti e luoghi d'interesse
Raalte vanta 24 edifici classificati come rijksmonument e altrettanti edifici classificati come gemeentelijk monument.

### Architetture religiose

#### Chiesa di San Nicola
Principale edificio religioso di Heino è la chiesa di San Nicola (Nicolaaskerk), situata lungo la Dorpsstraat e  realizzata nel 1867 su progetto degli architetti W. e F.C. van der Koch, ma che conserva il campanile originario della chiesa del 1236.

### Architetture civili

#### Rozendael
Altro edificio d'interesse è la residenza di Rozendael, risalente al XIX secolo.

## Società

### Evoluzione demografica
Al censimento del 2022, Heino contava una popolazione pari a 7 190 unità.
La popolazione al di sotto dei 16 anni era pari a 1 005 unità, mentre la popolazione dai 65 anni in su era pari a 1 900 unità.
Dal 2013, quando Heino contava 6 848 abitanti, la località ha conosciuto un progressivo incremento demografico.

## Geografia antropica

### Suddivisioni amministrative
buurtschappen
- Veldhoek (in gran parte)